# Jeanne Mailhos
Jeanne Mailhos es una deportista francesa que compitió en vela en la clase Mistral. Ganó una medalla de bronce en el Campeonato Mundial de Mistral de 2001.

## Palmarés internacional
| \| Campeonato Mundial \| Campeonato Mundial \| Campeonato Mundial \| Campeonato Mundial \| \| Año \| Lugar \| Medalla \| Clase \| \| ------------------ \| ------------------ \| ------------------ \| ------------------ \| \| 2001 \| Atenas (Grecia) \| Medalla de bronce \| Mistral \| |                 |                   |         |
| Campeonato Mundial |                 |                   |         |
| Año | Lugar           | Medalla           | Clase   |
| 2001 | Atenas (Grecia) | Medalla de bronce | Mistral |